# Waco Mammoth National Monument
Le Waco Mammoth National Monument est un monument national américain désigné comme tel par le président des États-Unis Barack Obama le 10 juillet 2015. Il protège des fossiles de mammouths de Colomb dans la ville de Waco, au Texas.